# Marcos Duprat
Marcos Borges Ribeiro Duprat (Rio de Janeiro, 1º de outubro de 1944) é um diplomata e artista plástico brasileiro.

## Biografia
Estudou desenho na Universidade de Waseda, em Tóquio, Japão, em 1966. Participou, entre 1967 e 1969, do ateliê do Museu de Arte Moderna do Rio de Janeiro, com professores como Aluísio Carvão e Anna Bella Geiger.
Em 1977, já como diplomata brasileiro nos Estados Unidos, obteve título de mestre em belas artes pela American University, em Washington D.C. Foi a partir do mestrado que passou a se dedicar mais à pintura.
Realiza pinturas a óleo, valendo-se da tradicional técnica de velatura. Para o crítico de arte, poeta e filósofo Antonio Cicero, "é sem dúvida ao uso sutil e criterioso da velatura que se deve a extraordinária pulsação cromática de suas obras."
Suas pinturas e seus desenhos exploram temas tais como naturezas-mortas, figuras e interiores. Suas obras invocam a solidão, a incerteza e os reflexos. O crítico, pintor e professor norte-americano Ben L. Summerford pontuou que seu trabalho tem "uma qualidade que toma corpo em um espaço atemporal, no qual se testemunham não propriamente ocorrências mas o conhecimento de potencialidades”.
Ao longo das décadas, expôs diversas vezes, no Brasil e no exterior. No Brasil, expôs em instituições tais como Masp, Pinacoteca do Estado de São Paulo, Biblioteca Nacional, Centro Cultural Banco do Brasil no Rio de Janeiro e Museu Nacional de Belas Artes, entre outras. No exterior, expôs em lugares como, por exemplo, Centro Culturale San Fedele, na Itália, Museo de Arte Contemporaneo de Montevideo, no Uruguai, Palazzo Doria Pamphilj, na Itália, Fujiya Art Gallery, no Japão, Museu Nacional de Hungria e Museu Nacional da Petroperu, no Peru.
Na esteira de sua exposição na Biblioteca Nacional, em 2016, o artista doou àquela instituição 58 desenhos, que foram incorporados ao setor de iconografia.
Foi diplomata brasileiro e serviu nas embaixadas em Washington D.C., Lima, Tel Aviv, Milão, Budapeste, Montevidéu, Tóquio e Cidade do Cabo. Seu último posto foi como embaixador brasileiro no Nepal, tendo sido o primeiro naquele país asiático.